# Сборная России по футболу на чемпионате Европы 2008 года
Сборная России по футболу выступила на чемпионате Европы 2008 года, проходившем в Австрии и Швейцарии, выйдя всего лишь на свой третий европейский турнир в новейшей истории. Командой в отборочном цикле и в финальном этапе чемпионата Европы руководил голландец Гус Хиддинк, заключивший с РФС контракт 14 апреля 2006 года (ещё до начала чемпионата мира 2006 года) и приступивший к своим обязанностям тренера после турнира (на турнире он руководил сборной Австралии, вышедшей в 1/8 финала). Впервые с 1988 года, когда сборная СССР завоевала серебро на чемпионате Европы, россияне сумели преодолеть групповой этап и попасть в призёры европейского турнира. Российская команда дошла до полуфинала первенства, проиграв там сборной Испании, будущему чемпиону Европы.

## Жеребьёвка отборочного цикла
В канун жеребьёвки отборочного турнира к чемпионату Европы 2008 года сборная России находилась в самой верхней части третьей корзины, что было обосновано плохими выступлениями российской сборной на чемпионатах Европы и мира (в частности, сборная не попала даже в стыковые матчи европейского отбора на чемпионат мира 2006 года). Очередное провальное выступление грозило российской сборной не только пропуском очередного турнира, но и серьёзным проседанием в рейтинге европейских сборных. Жеребьёвка отборочного турнира прошла 27 января 2006 года в швейцарском Монтрё. Россия оказалась в одной группе с участницами чемпионата мира 2006 года Англией (первая корзина) и Хорватией (вторая корзина), а также с командами Израиля, Эстонии, Македонии и Андорры.

## Отборочный турнир

### Осень 2006 года: начало цикла
В стартовых матчах отбора, прошедших 6 сентября и 7 октября в Москве на стадионах «Локомотив» и «Динамо» соответственно, сборная России сыграла вничью с Хорватией (0:0) и Израилем (1:1), показав крайне невыразительную игру против Хорватии и более убедительную игру против Израиля, но упустив возможность одержать победу против ближневосточной команды. Из-за очковых потерь Хиддинка подвергли критике, поскольку ожидали большего от его сборной. 11 октября 2006 года россияне обыграли в Петербурге на «Петровском» Эстонию со счётом 2:0, одержав первую в отборочном цикле победу. Готовясь к гостевой игре против Северной Македонии, Хиддинк пошёл на омоложение состава: средний возраст игроков, вызванных в стартовый состав против Македонии, составил всего 24 года, а в стартовом составе вышли сразу семь игроков атакующего плана и всего три защитника, что расценивалось многими как рискованный вариант. Однако ставка на атаку принесла россиянам победу со счётом 2:0 благодаря двум голам, забитым ещё в первом тайме, и вывела команду на второе место в группе между командами Хорватии и Англии.

### Январь—август 2007: середина цикла
7 февраля 2007 года россияне в Амстердаме проиграли в товарищеском матче сборной Нидерландов со счётом 1:4, а в канун игры против Эстонии остались без Егора Титова, который принял решение покинуть команду, чтобы больше проводить времени с семьёй. Дальнейший вызов Титова был исключён из соображений стремления омолодить команду, а россияне, обыграв 24 марта Эстонию 2:0, продолжили борьбу за выход на чемпионат Европы, В связи с тем, что Евгений Алдонин перестал попадать в основу ЦСКА, капитаном команды стал Андрей Аршавин. В июне 2007 года сборная России в отборочном турнире Евро-2008 одержала победу над Андоррой (4:0) и добилась выездной ничьей с Хорватией (0:0). Несмотря на невыразительную игру с Хорватией в гостях, россияне выстояли под натиском прежде не проигравших ни одного из 32 матчей хозяев загребского стадиона «Максимир». Из-за того, что в мае получил тяжелейшую травму Игорь Акинфеев, место в воротах занял Вячеслав Малафеев, отыгравший вполне уверенно.
22 августа россияне провели матч экспериментальным составом с Польшей: ведя 2:0, россияне упустили преимущество, позволив полякам сравнять счёт, и чуть не проиграли (итог 2:2). Ситуация была осложнена тем, что по ходу матча из-за травм российская сборная потеряла почти всех основных центральных защитников, а Сергей Игнашевич был за сутки до матча отчислен из расположения команды, поскольку опоздал на сбор. Российские тренеры подвергли Хиддинка обильной критике за отчисление Игнашевича накануне важного товарищеского матча, которое отчасти привело к такому результату. Тем не менее, 8 сентября россияне обыграли Македонию 3:0: при счёте 1:0 за «фол последней надежды» против Горана Мазнова был удалён вратарь Владимир Габулов, однако вышедший на замену Вячеслав Малафеев парировал пенальти в исполнении Игора Митрески, а россияне в меньшинстве забили ещё дважды.

### Сентябрь—октябрь 2007: очная борьба против Англии
Двухматчевое противостояние против главного конкурента в лице англичан началось с игры 12 сентября в Лондоне на новом «Уэмбли», причём английская пресса уделяла особое внимание персоне Хиддинка. Несмотря на некоторые хорошие отрезки игры, россияне проиграли англичанам 0:3 из-за потери концентрации в некоторых моментах. Некую роль в этом поражении сыграл не засчитанный шведским судьёй Мартином Ханссоном гол, забитый Константином Зыряновым: Ханссон ошибочно решил, что Зырянов подыграл рукой. Также стало известно, что англичане крайне холодно принимали гостей, выключив свет во время разминки сборной России на «Уэмбли» и включив его только после выхода хозяев, а также за отказ дать машину сопровождения россиянам в Лондоне. Подобные выходки повторились спустя месяц и в Москве, когда англичане требовали за сутки до матча в Москве от работников «Лужников» уйти со стадиона на время тренировки англичан, а также неоднократно грубили фотографам и журналистам.
17 октября в Москве на переполненных «Лужниках» сборная России взяла убедительный реванш со счётом 2:1: оба гола забил Роман Павлюченко, вышедший на замену во втором тайме. Примечательно, что в канун сборов Павлюченко, как и Игнашевич, опоздал на сборы, и Хиддинк провёл с ним жёсткий разговор, однако отчислять из команды не стал. В перерыве Хиддинк при счёте 0:1 в пользу англичан призвал российских игроков дождаться момента, когда можно будет изменить ход матча, и начать действовать: российские игроки услышали его призыв и добились победы.

### Ноябрь 2007: драматичная развязка
Окончание отборочного цикла получилось для россиян крайне драматичным: 17 ноября команде Хиддинка предстояло играть против Израиля в гостях на стадионе «Рамат-Ган» при том, что у израильтян не было в распоряжении многих основных игроков. С учётом благодушия у российской спортивной прессы сложились опасения за результат, которые в итоге оправдались: россияне проиграли 1:2, пробив в штангу при счёте 1:1 на последних минутах и пропустив в ответной контратаке гол от израильтян, продемонстрировавших огромную самоотдачу. Отсутствие концентрации у россиян усугублялось слухами о возможной «сдаче матча» израильтянами при том, что подобные действия были уголовно наказуемы. Сам Хиддинк успел к игре переболеть простудой, однако на послематчевой пресс-конференции выступил со словами поддержки в адрес сборной, выразив уверенность в будущем команды.
Выход россиян на Евро-2008 мог стать возможным только при одном варианте развития событий в последнем туре отборочного цикла. 21 ноября россияне должны были обыграть в гостях Андорру, а Англия одновременно должна была проиграть Хорватии у себя дома при том, что англичан устраивала и ничья. Однако прежде казавшийся невероятным расклад стал реальностью: при крайне натужной победе россиян над Андоррой со счётом 1:0 хорваты победили англичан 3:2, выйдя вместе с россиянами на Евро. Хорваты продемонстрировали ожидаемую Хиддинком самоотдачу, в то время как англичане сыграли неуверенно и вяло, подвергшись разгромной критике за свою игру. После игры с Андоррой праздновавшие выход на Евро россияне даже подбрасывали Хиддинка в воздух: сам тренер говорил, что команда сыграла в Андорре вяло, но отметил ощущение «единого целого» и проявление уважения к тренерскому штабу. Впрочем, доигрывала матч Россия вдесятером после того, как Андрея Аршавина удалили с поля за драку с андоррским игроком, что Хиддинк осудил.

### Полный список отборочных матчей
| 6 сентября  | 2006 | — | Хорватия           | (Д) | 0:0 |
| 7 октября   | 2006 | — | Израиль            | (Д) | 1:1 |
| 11 октября  | 2006 | — | Эстония            | (Д) | 2:0 |
| 15 ноября   | 2006 | — | Северная Македония | (Г) | 2:0 |
| 24 марта    | 2007 | — | Эстония            | (Г) | 2:0 |
| 2 июня      | 2007 | — | Андорра            | (Д) | 4:0 |
| 6 июня      | 2007 | — | Хорватия           | (Г) | 0:0 |
| 8 сентября  | 2007 | — | Северная Македония | (Д) | 3:0 |
| 12 сентября | 2007 | — | Англия             | (Г) | 0:3 |
| 17 октября  | 2007 | — | Англия             | (Д) | 2:1 |
| 17 ноября   | 2007 | — | Израиль            | (Г) | 1:2 |
| 21 ноября   | 2007 | — | Андорра            | (Г) | 1:0 |

| Группа E              | 1   | 2   | 3   | 4   | 5   | 6   | 7   | И  | В | Н | П  | М     | О  |
| --------------------- | --- | --- | --- | --- | --- | --- | --- | -- | - | - | -- | ----- | -- |
| 1. Хорватия           |     | 0:0 | 2:0 | 1:0 | 2:1 | 2:0 | 7:0 | 12 | 9 | 2 | 1  | 28-8  | 29 |
| 2. Россия             | 0:0 |     | 2:1 | 1:1 | 3:0 | 2:0 | 4:0 | 12 | 7 | 3 | 2  | 18-7  | 24 |
| 3. Англия             | 2:3 | 3:0 |     | 3:0 | 0:0 | 3:0 | 5:0 | 12 | 7 | 2 | 3  | 24-7  | 23 |
| 4. Израиль            | 3:4 | 2:1 | 0:0 |     | 1:0 | 4:0 | 4:1 | 12 | 7 | 2 | 3  | 20-12 | 23 |
| 5. Северная Македония | 2:0 | 0:2 | 0:1 | 1:2 |     | 1:1 | 3:0 | 12 | 4 | 2 | 6  | 12-12 | 14 |
| 6. Эстония            | 0:1 | 0:2 | 0:3 | 0:1 | 0:1 |     | 2:1 | 12 | 2 | 1 | 9  | 5-21  | 7  |
| 7. Андорра            | 0:6 | 0:1 | 0:3 | 0:2 | 0:3 | 0:2 |     | 12 | 0 | 0 | 12 | 2-42  | 0  |

## Товарищеские игры перед турниром
- 26 марта 2008. Бухарест, «Стяуа».  Румыния 3:0 Россия [26][27]
- 23 мая 2008. Москва, «Локомотив».  Россия 6:0 Казахстан [28]
- 28 мая 2008. Бургхаузен, «Вакер Арена».  Сербия 1:2 Россия
- 4 июня 2008. Бургхаузен, «Вакер Арена».  Литва 1:4 Россия

Перед чемпионатом и во время выступления в групповом турнире финального этапа сборная проживала в австрийском местечке Леоганг.

## Форма
| Цвета    | Белый и красный |
| Фирма    | Nike            |
| Основная | Резервная       |

| Цвета    | Белый и красный |
| Фирма    | Nike            |
| Основная | Резервная       |

## Окончательная заявка

### Игроки
| №             | Имя                 | Дата рождения    | Клуб                                                 | Отб.игр(голов) | Игр     | Голов   |
| Вратари       | Вратари             | Вратари          | Вратари                                              | Вратари        | Вратари | Вратари |
| ------------- | ------------------- | ---------------- | ---------------------------------------------------- | -------------- | ------- | ------- |
| 1             | Игорь Акинфеев      | 8 апреля 1986    | ЦСКА (Москва)                                        | 5 (−1)         |         |         |
| 12            | Владимир Габулов    | 19 октября 1983  | Кубань (Краснодар) / Амкар (Пермь) / Динамо (Москва) | 4 (−3)         |         |         |
| 16            | Вячеслав Малафеев   | 4 марта 1979     | Зенит (Санкт-Петербург)                              | 4 (−3)         |         |         |
| Защитники     |                     |                  |                                                      |                |         |         |
| 2             | Василий Березуцкий  | 20 июня 1982     | ЦСКА (Москва)                                        | 10 (1)         |         |         |
| 4             | Сергей Игнашевич    | 14 июля 1979     | ЦСКА (Москва)                                        | 10             |         |         |
| 5             | Алексей Березуцкий  | 20 июня 1982     | ЦСКА (Москва)                                        | 11             |         |         |
| 8             | Денис Колодин       | 11 января 1982   | Динамо (Москва)                                      | 4              |         |         |
| 14            | Роман Широков       | 6 июля 1981      | Зенит (Санкт-Петербург)                              | 3              |         |         |
| 22            | Александр Анюков    | 28 сентября 1982 | Зенит (Санкт-Петербург)                              | 11             |         |         |
| отб.т.        | Роман Шишкин        | 27 января 1987   | Спартак (Москва)                                     | 1              |         |         |
| Полузащитники |                     |                  |                                                      |                |         |         |
| отб.т.        | Егор Титов          | 29 мая 1976      | Спартак (Москва)                                     | 2              |         |         |
| отб.т.        | Алексей Смертин     | 1 мая 1975       | Динамо (Москва)                                      | 1              |         |         |
| 20            | Игорь Семшов        | 6 апреля 1978    | Динамо (Москва)                                      | 9              |         |         |
| отб.т.        | Марат Измайлов      | 21 сентября 1982 | Локомотив (Москва)                                   | 2              |         |         |
| отб.т.        | Евгений Алдонин     | 22 января 1980   | ЦСКА (Москва)                                        | 3              |         |         |
| 15            | Динияр Билялетдинов | 27 февраля 1985  | Локомотив (Москва)                                   | 10 (1)         |         |         |
| отб.т.        | Виктор Будянский    | 12 января 1984   | Асколи (Италия)                                      | 2              |         |         |
| 18            | Юрий Жирков         | 20 августа 1983  | ЦСКА (Москва)                                        | 9              |         |         |
| 7             | Дмитрий Торбинский  | 28 апреля 1984   | Спартак (Москва) / Локомотив (Москва)                | 6              |         |         |
| 17            | Константин Зырянов  | 5 октября 1977   | Зенит (Санкт-Петербург)                              | 7              |         |         |
| 23            | Владимир Быстров    | 31 января 1984   | Спартак (Москва)                                     | 7 (2)          |         |         |
| 3             | Ренат Янбаев        | 7 апреля 1984    | Локомотив (Москва)                                   | —              |         |         |
| 13            | Олег Иванов         | 4 августа 1986   | Крылья Советов (Самара)                              | —              |         |         |
| 11            | Сергей Семак        | 27 февраля 1976  | Рубин (Казань)                                       | —              |         |         |
| Нападающие    |                     |                  |                                                      |                |         |         |
| отб.т.        | Александр Кержаков  | 27 ноября 1982   | Зенит (Санкт-Петербург), Севилья                     | 9 (5)          |         |         |
| 10            | Андрей Аршавин      | 29 мая 1981      | Зенит (Санкт-Петербург)                              | 12 (3)         |         |         |
| 21            | Дмитрий Сычёв       | 26 октября 1983  | Локомотив (Москва)                                   | 9 (3)          |         |         |
| 19            | Роман Павлюченко    | 15 декабря 1981  | Спартак (Москва)                                     | 6 (2)          |         |         |
| отб.т.        | Павел Погребняк     | 8 ноября 1983    | Зенит (Санкт-Петербург)                              | 5 (1)          |         |         |
| 9             | Иван Саенко         | 17 октября 1983  | Нюрнберг                                             | 3              |         |         |
| 6             | Роман Адамов        | 21 июня 1982     | Москва / Рубин (Казань)                              | —              |         |         |

### Тренерский штаб
- Главный тренер:  Гус Хиддинк
- Помощники тренера:  Игорь Корнеев,  Александр Бородюк
- Тренер по физподготовке:  Раймонд Верхейен
- Физиотерапевт:  Арно Филипс

## Финальный турнир

### Группа D
| 10 июня 2008                          | \| Испания \| 4:1 \| Россия \| \| Вилья (20', 44', 75'), Фабрегас (90') \| Голы \| Павлюченко (87') \| | Стадион: Тиволи Ной, Инсбрук |
| Испания                               | 4:1 | Россия                       |
| Вилья (20', 44', 75'), Фабрегас (90') | Голы                                                                                                   | Павлюченко (87')             |

| 14 июня 2008 | \| Греция \| 0:1 \| Россия \| \| \| Голы \| Зырянов (33') \| | Стадион: Вальс-Зиценхайм, Зальцбург |
| Греция       | 0:1                                                          | Россия                              |
|              | Голы                                                         | Зырянов (33')                       |

| 18 июня 2008                    | \| Россия \| 2:0 \| Швеция \| \| Павлюченко (24'), Аршавин (50') \| Голы \| \| | Стадион: Тиволи Ной, Инсбрук |
| Россия                          | 2:0                                                                            | Швеция                       |
| Павлюченко (24'), Аршавин (50') | Голы                                                                           |                              |

| Команда    | Очк | Игр | В | Н | П | ГЗ | ГП | РМ |
| ---------- | --- | --- | - | - | - | -- | -- | -- |
| 1. Испания | 9   | 3   | 3 | 0 | 0 | 8  | 3  | +5 |
| 2. Россия  | 6   | 3   | 2 | 0 | 1 | 4  | 4  | 0  |
| 3. Швеция  | 3   | 3   | 1 | 0 | 2 | 3  | 4  | -1 |
| 4. Греция  | 0   | 3   | 0 | 0 | 3 | 1  | 5  | -4 |

Проиграв в первом матче Испании, команда выиграла оба последующих матча с Грецией и Швецией, выйдя в четвертьфинал.

### Плей-офф

#### Четвертьфинал
| 21 июня 2008 20:45 CET | \| Нидерланды \| 1 : 3 доп. вр. (отчёт) \| Россия \| \| ван Нистелрой 86' \| Голы \| Павлюченко 56' Торбинский 112' Аршавин 116' \| | Стадион: Санкт-Якоб Парк, Базель Зрителей: 38 374 Судья: Любош Михел |
| Нидерланды             | 1 : 3 доп. вр. (отчёт) | Россия                                                               |
| ван Нистелрой 86'      | Голы | Павлюченко 56' Торбинский 112' Аршавин 116'                          |

После матча тренер голландской сборной Марко ван Бастен в интервью заявил: 
Наш соперник заслужил победу. Желаю сборной России всего наилучшего. Сказал футболистам и тренеру этой команды, что они играли здорово. Сборная России вышла в полуфинал и имеет хорошие шансы на победу в турнире.

#### Полуфинал
| 26 июня 2008 20:45 CET | \| Россия \| 0 : 3 (отчёт) \| Испания \| \| \| Голы \| Хави 50' Гуиса 73' Сильва 82' \| | Стадион: Эрнст-Хаппель-Штадион, Вена Зрителей: Судья: Франк Де Блекере |
| Россия                 | 0 : 3 (отчёт)                                                                           | Испания                                                                |
|                        | Голы                                                                                    | Хави 50' Гуиса 73' Сильва 82'                                          |